# Facundo Unia
Facundo Unia, född 1976 i Argentina, men uppvuxen i Stockholm, är journalist i bland annat Kalla fakta, 45 minuter, Aftonbladet och Gringo. För QX skriver han en serie artiklar om hur mord på homosexuella behandlats av domstolar och rättsväsendet. 
Han var målsägande i Priderättegången 2004. Facundo Unia anlitas av Expo och Polishögskolan som föreläsare om hatbrott.

## Musik och YouTube
År 2025 debuterade Unia som musiker med EP:n Fernet en el Apocalipsis, en genreöverskridande produktion som blandar argentinska kulturella referenser med elektronisk musik och spoken word. EP:n släpptes den 28 maj 2025 och innehåller fyra spår, inklusive “Fernet en el Apocalipsis Boliche” och “Vos Te Moves”. 
EP:n gick in på plats 109 på iTunes Sveriges albumlista, enligt data från kworb.net, som sammanställer realtidsförsäljningsstatistik från iTunes. Enligt ett inlägg på Facundo Unias officiella Facebook-sida nådde Fernet en el Apocalipsis plats 109 på iTunes Sveriges albumlista den 27 maj 2025.
Utöver musiken driver Unia en YouTube-kanal där han utforskar popkultur, superhjälteberättelser, filmkritik och latinamerikansk identitet genom personliga och analytiska kommentarer. Hans videor har behandlat ämnen som Lilo & Stitch, Predator-mytologi samt reflektioner kring sorg, rasism och queer representation i media. Kanalen har attraherat en växande tvåspråkig publik i Sverige, Argentina och andra länder.